# Todd Komarnicki
Todd Komarnicki, né le 19 octobre 1965 à Philadelphie, est un dramaturge, réalisateur, producteur, scénariste, acteur et romancier américain spécialisé dans le roman policier.

## Biographie
Chrétien et actif croyant, il affirme avoir été sauvé de sa condition de sans-abri par Jésus-Christ.
Comme dramaturge, il est l'auteur d'une unique pièce intitulée Beautiful Boy, produite dans un théâtre de Los Angeles en 1993. Cette même année, il se lance avec succès dans le roman policier. Free (1993), inspiré de ses sept années d'errance à vivre avec des sans-abri de Californie, est un thriller où Jefferson Alexander Freeman, un clochard de La Nouvelle-Orléans, qui ne se souvient guère de son passé, entend des voix et souffre d'hallucinations, fait la découverte du cadavre d'une jeune Chinoise dans l'arrière-salle d'un bar malfamé. Afin de percer le mystère de ce meurtre, il collabore à l'enquête avec la détective Agatha Li. Ce duo improbable trouve finalement la solution de l'énigme lors d'un voyage dans les bas-fonds de Hong Kong. Famine (1997) est le double récit, donné en alternance, d'un détective et d'un narrateur rejeté par sa famille qui le tient responsable de la mort de son frère. Ce dernier se lie avec une jeune femme accusée du meurtre de son amant et tente de comprendre son geste. Les deux titres, traduits en français, sont publiés chez Gallimard dans la collection Série noire. Komarnicki a depuis fait paraître War (2008), un thriller psychologique où un soldat, qui souffre d'amnésie, se réveille dans une ville en ruines. Il entreprend une quête difficile pour retrouver sa mémoire afin de découvrir la mission qu'il doit accomplir et l'identité de l'ennemi qu'il doit abattre.
Homme de cinéma, Todd Komarnicki est surtout connu comme producteur en 2003 du gros succès de Jon Favreau Elfe (Elf), avec Will Ferrell, et pour avoir, la même année, écrit et réalisé le film Résistance (Resistance), mettant en vedette Bill Paxton, Julia Ormond et Sandrine Bonnaire. En 2007, il signe le scénario de Dangereuse Séduction (Perfect Stranger), un film de James Foley, avec Halle Berry et Bruce Willis, où il apparaît brièvement pour incarner le rôle d'un témoin.
Il réalise ensuite Bonhoeffer, prévu en 2024, consacré à Dietrich Bonhoeffer.

## Œuvre
Théâtre
- Beautiful Boy (1993)

Romans
- Free (1993) Publié en français sous le titre Free, traduit par Élisabeth Guinsbourg, Paris, Gallimard, Série noire no 2400, 1995, 336 pages  (ISBN 2-07-049412-8)
- Famine (1997) Publié en français sous le titre Famine, traduit par Daniel Lemoine, Paris, Gallimard, Série noire no 2535, 1999, 384 pages  (ISBN 2-07-049760-7)
- War (2008)

## Filmographie
Sauf indication contraire, les informations mentionnées dans cette section peuvent être confirmées par la base de données cinématographiques IMDb,  présente dans la section « Liens externes ».

### En tant que scénariste
- 2003 : Résistance (Resistance) de lui-même
- 2007 : Dangereuse Séduction (Perfect Stranger) de James Foley
- 2016 : Sully de Clint Eastwood
- 2019 : The Professor and the Madman de Farhad Safinia

### En tant que producteur ou producteur exécutif
- 2003 : Elfe (Elf) de Jon Favreau
- 2008 : Appelez-moi Dave (Meet Dave) de Brian Robbins

### En tant que producteur exécutif
- 2008 : Giants of Radio (téléfilm) de Jason Winer
- 2009 : This Might Hurt (téléfilm) de Jason Winer

### En tant que réalisateur
- 2003 : Résistance (Resistance)
- 2004 : Terminal 29 (court-métrage)
- 2024 : L'Espion de Dieu

### En tant qu'acteur
- 2007 : Dangereuse Séduction (Perfect Stranger) : le témoin CSI